# Courage C36
Chronologie des modèles
Courage C34 Courage C41
La Courage C36 est une voiture de course construite par Courage Compétition pour prendre la suite de la C34 aux 24 Heures du Mans. Trois châssis ont été assemblés et ont concouru aux 24 Heures du Mans 1996.

## Liens externes

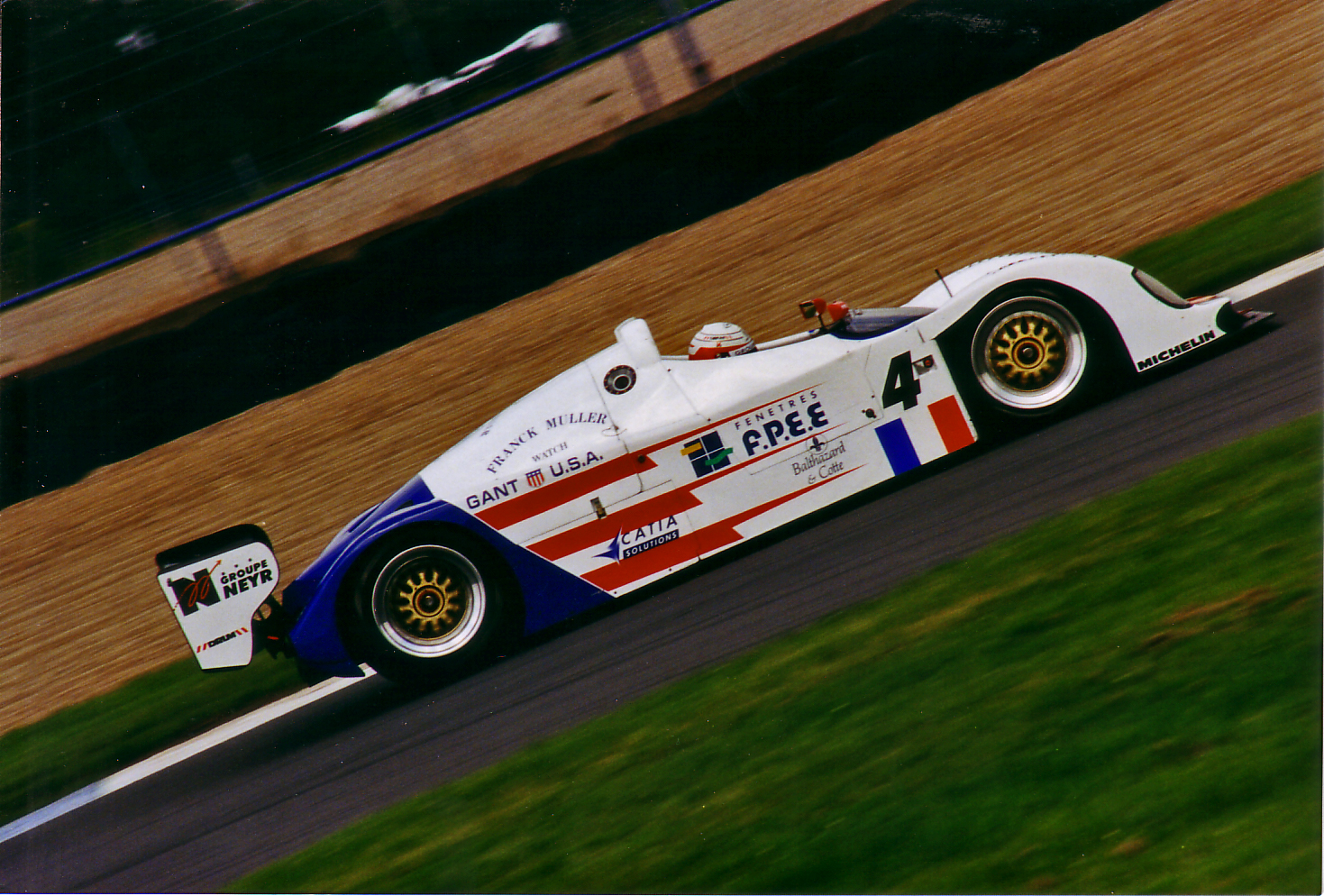
La Courage C36-Porsche pilotée par Mario Andretti.

## Résultats sportifs
| Course            | Date          | no | Écurie              | Pilotes                                         | Châssis                            | Classement |
| Course            | Date          | no | Écurie              | Pilotes                                         | Moteur                             | Classement |
| ----------------- | ------------- | -- | ------------------- | ----------------------------------------------- | ---------------------------------- | ---------- |
| 24 Heures du Mans | 15 au 16 juin | 3  | Courage Compétition | Didier Cottaz Philippe Alliot Jérôme Policand   | C36-011                            | Abandon    |
| 24 Heures du Mans | 15 au 16 juin | 3  | Courage Compétition | Didier Cottaz Philippe Alliot Jérôme Policand   | Porsche Type-935 3.0L Turbo Flat-6 | Abandon    |
| 24 Heures du Mans | 15 au 16 juin | 4  | Courage Compétition | Mario Andretti Jan Lammers Derek Warwick        | C36-010                            | 13e        |
| 24 Heures du Mans | 15 au 16 juin | 4  | Courage Compétition | Mario Andretti Jan Lammers Derek Warwick        | Porsche Type-935 3.0L Turbo Flat-6 | 13e        |
| 24 Heures du Mans | 15 au 16 juin | 5  | La Filière          | Henri Pescarolo Franck Lagorce Emmanuel Collard | C36-013                            | 7e         |
| 24 Heures du Mans | 15 au 16 juin | 5  | La Filière          | Henri Pescarolo Franck Lagorce Emmanuel Collard | Porsche Type-935 3.0L Turbo Flat-6 | 7e         |